# Ірбітський міський округ (Ірбіт)
Ірбі́тський міський округ (рос. Ирбитский городской округ) — адміністративна одиниця Свердловської області Російської Федерації.
Адміністративний центр та єдиний населений пункт — місто Ірбіт.
Населення міського округу становить 37280 осіб (2018; 38357 у 2010, 43318 у 2002).